# PTGER1
PTGER1 (англ. Prostaglandin E receptor 1) – білок, який кодується однойменним геном, розташованим у людей на короткому плечі 19-ї хромосоми. Довжина поліпептидного ланцюга білка становить 402 амінокислот, а молекулярна маса — 41 801.
| 10         |  | 20         |  | 30         |  | 40         |  | 50         |
| ---------- |  | ---------- |  | ---------- |  | ---------- |  | ---------- |
| MSPCGPLNLS |  | LAGEATTCAA |  | PWVPNTSAVP |  | PSGASPALPI |  | FSMTLGAVSN |
| LLALALLAQA |  | AGRLRRRRSA |  | ATFLLFVASL |  | LATDLAGHVI |  | PGALVLRLYT |
| AGRAPAGGAC |  | HFLGGCMVFF |  | GLCPLLLGCG |  | MAVERCVGVT |  | RPLLHAARVS |
| VARARLALAA |  | VAAVALAVAL |  | LPLARVGRYE |  | LQYPGTWCFI |  | GLGPPGGWRQ |
| ALLAGLFASL |  | GLVALLAALV |  | CNTLSGLALL |  | RARWRRRSRR |  | PPPASGPDSR |
| RRWGAHGPRS |  | ASASSASSIA |  | SASTFFGGSR |  | SSGSARRARA |  | HDVEMVGQLV |
| GIMVVSCICW |  | SPMLVLVALA |  | VGGWSSTSLQ |  | RPLFLAVRLA |  | SWNQILDPWV |
| YILLRQAVLR |  | QLLRLLPPRA |  | GAKGGPAGLG |  | LTPSAWEASS |  | LRSSRHSGLS |
| HF         |  |            |  |            |  |            |  |            |

A: Аланін

C: Цистеїн

D: Аспарагінова кислота

E: Глутамінова кислота

F: Фенілаланін

G: Гліцин

H: Гістидин

I: Ізолейцин

K: Лізин

L: Лейцин

M: Метіонін

N: Аспарагін

P: Пролін

Q: Глутамін

R: Аргінін

S: Серин

T: Треонін

V: Валін

W: Триптофан

Кодований геном білок за функціями належить до рецепторів, g-білокспряжених рецепторів, білків внутрішньоклітинного сигналінгу, фосфопротеїнів. 
Локалізований у клітинній мембрані, мембрані.